# Body/Ciało
Body/Ciało – polski komediodramat filmowy z 2015 w reżyserii Małgorzaty Szumowskiej, nakręcony według scenariusza napisanego we współpracy z Michałem Englertem. 
Bohaterem filmu jest starzejący się prokurator Janusz Koprowicz (Janusz Gajos), który zmaga się z żałobą po śmierci żony i nie może poradzić sobie z córką-anorektyczką (Justyna Suwała). Koprowicz zwraca się z prośbą o pomoc do ekscentrycznej terapeutki Anny (Maja Ostaszewska), która wierzy w istnienie duszy po śmierci. Nabrawszy zaufania do Anny, Janusz prosi ją o mediację ze swoją zmarłą żoną.
Body/Ciało było jednym z największych sukcesów artystycznych Szumowskiej. Na Międzynarodowym Festiwalu Filmowym w Berlinie Szumowska otrzymała Srebrnego Niedźwiedzia za reżyserię; film zdobył również Grand Prix Festiwalu Off Camera, Festiwalu Polskich Filmów Fabularnych (Złote Lwy), Lubuskiego Lata Filmowego (Złote Grono) oraz Orła dla najlepszego filmu podczas rozdania Polskich Nagród Filmowych. Body/Ciało zostało również wyróżnione Nagrodą Publiczności na rozdaniu Europejskich Nagród Filmowych.

## Obsada
- Janusz Gajos jako prokurator Janusz Koprowicz
- Maja Ostaszewska jako Anna
- Justyna Suwała jako Olga Koprowicz, córka prokuratora
- Ewa Dałkowska jako przyjaciółka prokuratora
- Adam Woronowicz jako ordynator Zieliński
- Tomasz Ziętek jako aplikant (asystent prokuratora)
- Małgorzata Hajewska-Krzysztofik jako matka Karola
- Ewa Kolasińska jako pielęgniarka
- Roman Gancarczyk jako kierownik cmentarza
- Władysław Kowalski jako Władysław, sąsiad prokuratora
- Agata Goraj jako dziewczyna na terapii
- Ada Piekarska jako Ada, dziewczyna na terapii
- Dariusz Sistacz jako policjant Czacki
- Ewa Sokołowska jako sprzedawczyni
- Jacek Majorek jako technik
- Ryszard Doliński jako ślusarz
- Elżbieta Fornalska jako pani Basia
- Marcel Borowiec jako pracownik stacji benzynowej
- Ireneusz Kozioł jako komisarz śledczy

## Nagrody i nominacje
65. Międzynarodowy Festiwal Filmowy w Berlinie
- nagroda: Srebrny Niedźwiedź dla najlepszego reżysera – Małgorzata Szumowska[3] (ex aequo z Radu Jude)
- nominacja: udział w konkursie głównym o nagrodę Złotego Niedźwiedzia dla reżysera, Małgorzaty Szumowskiej[4]

44. Lubuskie Lato Filmowe, Łagów 2015
- Złote Grono dla najlepszego filmu[5]

40. Festiwal Filmowy w Gdyni
- Złote Lwy[6]